# Список аэродромов Иркутской области

## Гражданские аэропортыИркутской области

### Действующие аэропорты
| Населённый пункт      | Код ИАТА | Код ИКАО | Внутр. код | Название аэропорта | Длина ВПП           | Статус            |
| --------------------- | -------- | -------- | ---------- | ------------------ | ------------------- | ----------------- |
| Бодайбо               | —        | UIKB     | БДБ        | Бодайбо            | 1600 м              |                   |
| Братск                | BTK      | UIBB     | БРС        | Братск             | 3160 м              | межд.             |
| Ербогачён             | —        | UIKE     | ЕГЧ        | Ербогачён          | 1490 м              |                   |
| Железногорск-Илимский | —        | UIBV     | ЖЕЗ        | Железногорск       | 1400 м              |                   |
| Иркутск               | IKT      | UIII     | ИКТ        | Иркутск            | 3564 м              | межд., фед. знач. |
| Казачинское           | —        | UITK     | КЗЧ        | Казачинское        | 1650 м              |                   |
| Киренск               | —        | UIKK     | КРН        | Киренск            | 1560 м              |                   |
| Мама                  | —        | UIKM     | МАМ        | Мама               | 1662 м              |                   |
| Нижнеудинск           | —        | UINN     | НЖД        | Нижнеудинск        | 900 м               |                   |
| Усть-Илимск           | —        |          |            | Невон              | 1000 м              |                   |
| Усть-Илимск           | UIK      | УИБС     | УТК        | Усть-Илимск        | 3000 м (исп.1100 м) |                   |
| Усть-Кут              | UKX      | UITT     | УСК        | Усть-Кут           | 2000 м              |                   |

### Закрытые аэропорты
Коды ИАТА, ИКАО и внутренний нижеуказанных аэропортов ныне не действуют и выделены курсивом.
| Населённый пункт | Код ИАТА | Код ИКАО | Внутр. код | Название аэропорта | Длина ВПП | Год закрытия |
| ---------------- | -------- | -------- | ---------- | ------------------ | --------- | ------------ |
|                  |          |          |            |                    |           |              |

### Строящиеся аэропорты
| Населённый пункт            | Название аэропорта | Длина ВПП | Статус | Год открытия |
| --------------------------- | ------------------ | --------- | ------ | ------------ |
| Иркутск (Иркутская область) | Иркутск-Новый      | 4200 м    | межд.  | неизвестно   |

## Военные аэродромыИркутской области
| Наименование аэродрома | Индекс* | ВПП (длина и ширина) | Типы базирующихся воздушных судов | Вид войск, объединение, соединение, подразделение** | Примечания |
| ---------------------- | ------- | -------------------- | --------------------------------- | --------------------------------------------------- | ---------- |
| Белая                  | ЬИИБ    | 4000х80 м            | Ту-22М3                           | ВВС > 37 ВА ВГК(СН) > 326-я ТБАД > 200-й ГТБАП      |            |
| Братск                 | ЬИББ    | 3160х60 м            | Ми-8, Ан-26                       | н/д                                                 |            |
| Иркутск                | ЬИИИ    | 3565x45 м            | Ми-8, Ан-26                       | 2 оаэ ФСВНГ РФ                                      |            |

## Аэродромы совместного базированияИркутской области
| Регион            | Город   | Наименование аэродрома | Вид аэродрома     | Федеральный орган исполнительной власти, в ведении которого находится аэродром | Федеральный орган исполнительной власти и (или) организация, которым разрешено совместное базирование |
| ----------------- | ------- | ---------------------- | ----------------- | ------------------------------------------------------------------------------ | --- |
| Иркутская область | Братск  | Братск                 | гражданский       |                                                                                | Минобороны РФ                                                                                         |
| Иркутская область | Иркутск | Иркутск                | гражданский       |                                                                                | Минобороны РФ, Росгваридия, МЧС РФ                                                                    |
| Иркутская область | Иркутск | Иркутск-2              | экспериментальный | Минпромэнерго РФ                                                               | МЧС РФ, авиакомпания «Ангара», авиакомпания «ИрАэро»                                                  |

## Спортивные аэродромыИркутской области
| Наименование аэродрома | Индекс* | ВПП (длина и ширина) | Эксплуатант                             |
| ---------------------- | ------- | -------------------- | --------------------------------------- |
| Иркутск (Оёк)          | ЬИИО    | 1000х80 м            | Иркутский АСК РОСТО                     |
| Братск (Мостовой)      | ЬИБМ    | 720х30 м             | Совместного использования (РОСТО и АОН) |

## Посадочные площадкиИркутской области
| Наименование аэродрома    | Индекс* | ВПП (длина и ширина)              | Эксплуатант                                                                |
| ------------------------- | ------- | --------------------------------- | -------------------------------------------------------------------------- |
| Октябрьский Чунский район | УИНО    | 1667х32 м (бетон), 605х50 (грунт) | Эпизодически "Авиалесоохрана"                                              |
| Усть-Илимск (Невон)       | УИКИ    | 1085х35 м                         | Бывший аэродром МВЛ-2. Немаркирован. Используется как посадочная площадка. |
| Черемхово                 | УИИЕ    | 1171х70 м                         | Эпизодически используется как посадочная площадка.                         |
| Хужир (Харанцы)           | УИИХ    | 550х50 м                          | Летом 2014 года были совершены пробные пассажирские рейсы ВС Ан-28.        |
| Алыгджер                  | УИНЫ    | 770х60 м                          | Филиал «Аэропорт «Нижнеудинск»                                             |
| Нерха                     | УИНХ    | 700х50 м                          | Филиал «Аэропорт «Нижнеудинск»                                             |

## Сокращения
- межд. — международный аэропорт (то есть включенный в Перечень международных аэропортов, составляемый Росавиацией)
- фед. знач. — аэропорт федерального значения (то есть включенный в Реестр аэродромов федерального значения, составляемый Росавиацией)
- АСК - авиационно-спортивный клуб
- ВА — воздушная армия
- ВГК (СН) — Верховного Главного командования (Стратегического назначения)
- ВТАБ — военно-транспортная авиабаза
- н/д — нет данных
- ТБАД — гвардейская тяжёлая бомбардировочная авиадивизия
- оаэ — отдельная авиационная эскадрилья